# Universal Music Group
Universal Music Group är världens största skivbolagskoncern med nationella bolag i 71 länder.

## Universal Music Group internationellt
Universal Music Group grundades 1996 då MCA Records köptes av Seagram men har anor sedan 1898 genom Deutsche Grammophon. Detta skivbolag fungerar som en paraplyorganisation för andra skivbolag. Sedan februari 2006 ägs Universal Music till 100 procent av franska Vivendi (Centenary Music BV). När amerikanska TV-koncernen NBC slogs samman med Universal var skivbolagsdelen exkluderad och är idag fristående från övriga NBC Universal.
Bland koncernbolagen finns bland andra världens största musikförlagsgrupp Universal Music Publishing med kontor i 47 länder.

## Universal Music Group Sweden AB
Universal Music Group har nationella bolag i ett antal länder. Den svenska avdelningen, Universal Music Group Sweden AB, bildades 1998 med huvudkontor på Banérgatan 16 i Stockholm, där bland annat Universal Music AB och Universal Music Publishing Scandinavia ingår.
Den svenska verksamheten innefattar en mängd egna nationella dotterbolag/samarbetsbolag och skivmärken:

- BFB
- Cirkus
- EFG
- Fluid Records
- Grand Prix
- Joker
- Karusell
- Knäppupp
- Lionheart Music Group
- MNW
- Papa Records
- Polar Music
- Reaktor Recordings
- Redline Records
- Scan-Disc
- Septima
- SoFo Records
- Sonata
- Sonet Records
- Sonora
- Spark
- Spectrum
- Stockholm Records
- Stranded Rekords
- Svenska inspelningar
- Trampolene Records

liksom svenska dotterbolag till internationella skivbolag:
- Casablanca Records
- Capitol Records
- Capitol Music Group
- Philips Records
- Poly
- Polydor
- Virgin Records Sweden

## Urval av skivbolag i organisationen internationellt
- A&M
- Brushfire Records
- Capitol Music Group
- Decca
- Def Jam
- Deutsche Grammophon
- Geffen Records
- Interscope Records
- Island Records
- MCA Records
- Mercury Records
- Motown
- Philips Records
- Pope Records
- Polydor
- Roc-A-Fella
- Roxy Recordings
- Stockholm Records
- Virgin Records
- Verve Music Group

## Artister i urval
- Alice Nine
- Akon
- Avicii
- Justin Bieber
- Black Eyed Peas
- Black Sabbath
- Mary J. Blige
- Bon Jovi
- Boyce Avenue
- Rolf Carlsson
- Cher
- Crashdïet
- Billy Ray Cyrus
- Miley Cyrus
- Darin
- Dead by April
- Eminem
- Hanna Ferm
- Amanda Fondell
- Nelly Furtado
- Agnetha Fältskog
- Ghost
- Selena Gomez
- Ariana Grande
- Carola Häggkvist
- Happy Tree Friends/Nirvana (Geffen)
- Enrique Iglesias
- Jay-Z
- Elton John
- Jill Johnson
- Kartellen
- Kent
- Kiss
- Komeda
- Lang Lang
- Tomas Ledin
- Annie Lennox
- Moa Lignell
- Loreen
- Veronica Maggio
- Mange Makers
- The Mars Volta
- Ulrik Munther
- Nause
- Ulf Nilsson
- Luciano Pavarotti
- Prince
- Queen
- Rammstein
- Rebecca & Fiona
- Reckless Love
- Emilia Rydberg
- Tupac Shakur
- Snoop Dogg
- Sum 41
- Joan Sutherland
- Swedish House Mafia
- Taylor Swift
- Anna Ternheim
- Tokio Hotel
- Shania Twain
- U2
- Volbeat
- Amy Winehouse
- Lars Winnerbäck
- Yohio